# Istočni Azarbajdžan
Istočni Azarbajdžan (perz. آذربایجان شرقی; Āzarbājdžān-e Šarki, punim imenom استان آذربایجان شرقی; Ostān-e Āzarbājdžān-e Šarki) je jedna od 31 iranske pokrajine. Smještena je na sjeverozapadu zemlje, a omeđena je Ardabilskom pokrajinom na istoku, Zandžanskom pokrajinom na jugu, Zapadnim Azarbajdžanom na zapadu, te suverenim državama Armenijom i Azerbajdžanom na sjeveru. Pokrajina se prostire na 45.491 km², a prema popisu stanovništva iz 2006. godine u njoj je živjelo 3,603.456 stanovnika. Sjedište Istočnog Azarbajdžana je grad Tabriz.

## Okruzi
- Aharski okrug
- Adžabshirski okrug
- Azaršaherski okrug
- Bonapski okrug
- Bostanabadski okrug
- Čarujmački okrug
- Džolfski okrug
- Haštrudski okrug
- Heriški okrug
- Hoda-Afarinski okrug
- Kalejbarski okrug
- Malekanski okrug
- Maraški okrug
- Marandski okrug
- Mijanski okrug
- Oskuski okrug
- Sarapski okrug
- Šabestarski okrug
- Tabriški okrug
- Varzakanski okrug

## Vanjske poveznice
- (perz.) Službene stranice Istočnog Azarbajdžana  Arhivirana inačica izvorne stranice od 3. ožujka 2011. (Wayback Machine)

Ostali projekti
|  | Zajednički poslužitelj ima još gradiva o temi Istočni Azarbajdžan |